# 雁荡山
雁荡山，是中国浙江省温州市北部乐清境内的一座山峰。海拔500至600米，主峰百岗尖西峰海拔1108米。形成于距今1.28亿至1.08亿年间的四次火山喷发，为世界地质公园、首批中国国家重点风景名胜区和国家5A级旅游景区。《浙江通志》载:“雁荡山在温州府乐清县东九十里，高四十里，上有湖，方可十里，水常不涸。春雁归时多宿于此，故名。”

## 历史
《隋书・地理志》载:“永嘉郡内有芙蓉山”。《西竺经》：“诺讵罗尊者居震且东南大海际，山以鸟名。”初唐高僧一行画天下山川为二戒时曾说：“南戒山川尽于雁荡”。草书大家怀素在《与律公书》中又二次提到“雁荡”之名：“雁荡，自古图牒未尝言者，山顶有大池，相传为雁荡。下二潭，为龙湫，山南有芙蓉峰，下有芙蓉驿。”
宋朝沈括考察过雁荡山之后撰文指出：“雁荡诸峰，皆峭拔险怪，上耸干尺，穹崖巨谷，不类他山，皆包在诸谷中。自外望之，都无所见，至谷中，则森然干雪。原其理，当是为谷中大水冲激，沙土尺去，唯巨石岿然挺立耳。”明代地理学家徐霞客曾三游雁荡山，写下两篇《游雁荡山日记》。

## 地理
雁荡山核心区全由厚流纹岩组成，是古太平洋伊邪那岐板块向亚洲大陆俯冲过程中，地壳、地幔相互作用的产物。雁荡山的岩质主要是火山喷发形成的的低硅流纹质熔结凝灰岩和侵人岩浆形成的石英正长岩，经断裂深切、抬升、崩落等地质作用形成了目前的地貌特征。
雁蕩山年平均氣溫约17.5°C，平均濕度约77%，年降水量1700毫米以上，植被以中亞熱帶常綠闊葉樹為主，有160科1248種種子植物。

## 旅游
雁荡山开发始于南北朝，留下400多处摩崖石刻，风景区东西长25千米，南北宽19千米，面积约450平方千米，分为灵峰、三折瀑、灵岩、大龙湫、雁湖、显圣门、仙人桥、羊角洞8个景区共380多处景点，其中灵峰、灵岩和大龙湫被称为“雁荡三绝”。

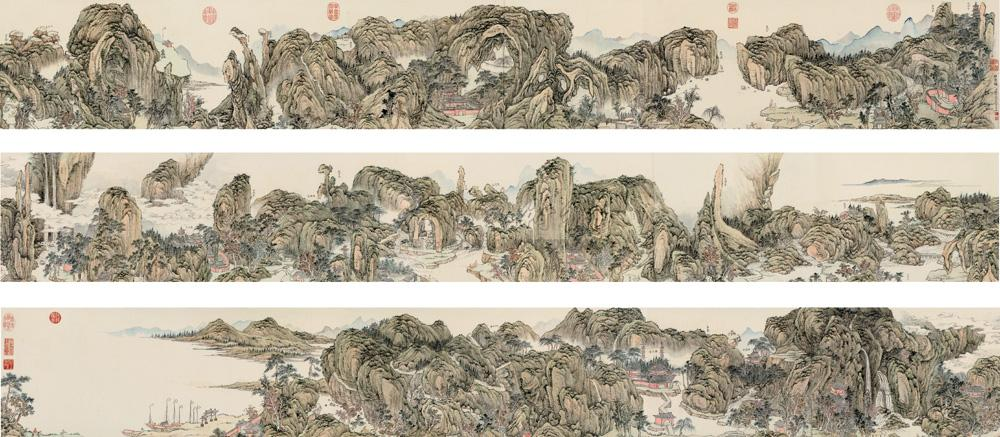
清朝状元钱维城绘《雁荡图》

## 延伸阅读
[在维基数据编辑]
 《欽定古今圖書集成·方輿彙編·山川典·鴈蕩山部》，出自陈梦雷《古今圖書集成》
 《欽定古今圖書集成·方輿彙編·山川典·南鴈蕩山部》，出自陈梦雷《古今圖書集成》